# 布尔喀图
布尔喀图（？—1644年），博尔济吉特氏，蒙古族，清朝初年将领。
开始是喀喇沁部台吉，天聰三年（1629年）六月，向后金入貢。九月，朝觐皇太极。十月，充当响导，跟随皇太极攻打明朝，攻克龙井关，定罗文峪，受命屯驻。天聰四年（1630年）正月，击败明军，擒获明将丁启明等人，以功賜號岱達爾漢。天聰五年，皇太极以貝勒阿巴泰第四女嫁给他。三月，跟随皇太极征察哈尔部，受命追击降而復叛的察哈爾部眾，率所部归后金，隶属于蒙古正蓝旗。崇德元年（1636年）六月，授一等昂邦章京。顺治元年（1644年）卒。其子班珠勒，襲爵。恩詔累進一等伯。乾隆初年，定封一等子。